# Stanley Road
| Оценки критиков               | Оценки критиков |
| Источник                      | Оценка          |
| ----------------------------- | --------------- |
| AllMusic                      | [ 1 ]           |
| Encyclopedia of Popular Music | [ 2 ]           |
| Entertainment Weekly          | A−              |
| The Guardian                  | [ 4 ]           |
| NME                           | 6/10            |
| Record Collector              | [ 6 ]           |
| Rolling Stone                 | [ 7 ]           |
| Spin                          | [ 8 ]           |
| Uncut                         | [ 9 ]           |

Stanley Road — третий студийный альбом британского рок-музыканта Пола Уэллера (бывшего фронтмена рок-групп The Jam и The Style Council), вышедший 15 мая 1995 года на лейбле Go! Discs. Записан в сотрудничество с такими музыкантами, как Стив Уинвуд и Ноэль Галлахер.
Альбом дебютировал на 1 месте в официальном хит-параде Великобритании и получил 5-кратную платиновую сертификацию.

## Об альбоме
Альбом получил положительные отзывы музыкальных критиков и интернет-изданий. Тед Кесслер в своем обзоре для NME за май 1995 года считает, что альбом был «упорно ретро и прямолинейным» — «блюзовой пластинкой старого пердуна» в стиле Эрика Клэптона, хотя и с «достаточной остротой, чтобы сохранить ваши настройки».
Эвелин Макдоннелл в обзоре журнала Rolling Stone за июль 1995 года отметила сотрудничество с такими музыкантами, как Стив Уинвуд и Ноэль Галлахер, отметив, что «работа Уэллера является связующим звеном между несколькими поколениями британского рока и соула», и что сессионная группа Уэллера была в состоянии сложить «несколько замечательно фанковых грувов». Однако она отметила, что «Уэллер доводит свою музыкальную напыщенность до спрингстиновского уровня в некоторых точках. И его попытка вернуться к популистским корням опускается ниже спрингстиновского уровня банальности».
В ретроспективном обзоре для Record Collector в 2008 году Джон Рид отметил, что «Stanley Road остаётся вершиной карьеры Уэллера с точки зрения коммерческого успеха».
В мае 1995 года он дебютировал на 2 месте в официальном хит-параде Великобритании.

## Список композиций
| №   | Название                     | Автор(ы)                  | Длительность |
| --- | ---------------------------- | ------------------------- | ------------ |
| 1.  | «The Changingman»            | Brendan Lynch, Пол Уэллер | 4:02         |
| 2.  | «Porcelain Gods»             |                           | 4:51         |
| 3.  | «I Walk on Gilded Splinters» | John Creaux (Dr. John)    | 5:24         |
| 4.  | «You Do Something To Me»     |                           | 3:38         |
| 5.  | «Woodcutter's Son»           |                           | 4:43         |
| 6.  | «Time Passes...»             |                           | 4:56         |
| 7.  | «Stanley Road»               |                           | 4:18         |
| 8.  | «Broken Stones»              |                           | 3:16         |
| 9.  | «Out of the Sinking»         |                           | 3:51         |
| 10. | «Pink on White Walls»        |                           | 2:39         |
| 11. | «Whirlpools' End»            |                           | 7:11         |
| 12. | «Wings of Speed»             |                           | 3:13         |

| №   | Название                                                                    | Автор(ы)                                            | Длительность |
| --- | --------------------------------------------------------------------------- | --------------------------------------------------- | ------------ |
| 13. | «Sexy Sadie»                                                                | Джон Леннон, Пол Маккартни                          | 2:41         |
| 14. | «I'd Rather Go Blind»                                                       | Bill Foster, Ellington Jordan                       | 4:09         |
| 15. | «It's a New Day, Baby»                                                      |                                                     | 2:12         |
| 16. | «I Didn't Mean to Hurt You» (Live)                                          |                                                     | 3:51         |
| 17. | «My Whole World Is Falling Down» (BBC Radio 1 The Evening Sessions version) | William Bell, Bettye Jean Crutcher, Booker T. Jones | 3:21         |
| 18. | «A Year Late»                                                               |                                                     | 4:18         |
| 19. | «Woodcutter's Son» (BBC Radio 1 The Evening Sessions version)               |                                                     | 4:20         |

| №   | Название                                      | Автор(ы)                                           | Длительность |
| --- | --------------------------------------------- | -------------------------------------------------- | ------------ |
| 1.  | «Trident Jam» (Take 3)                        | Paul Weller, Steve White                           | 1:37         |
| 2.  | «Pink on White Walls» (Demo 2)                |                                                    | 3:25         |
| 3.  | «Porcelain Gods» (8 track demo)               |                                                    | 4:46         |
| 4.  | «Broken Stones» (Demo 1)                      |                                                    | 3:06         |
| 5.  | «Wings of Speed» (8 track demo)               |                                                    | 2:42         |
| 6.  | «The Changingman» (8 track demo)              | Brendan Lynch, Jeff Lynne, Lee Mavers, Paul Weller | 4:21         |
| 7.  | «Everyone Must Have a Purpose»                |                                                    | 2:38         |
| 8.  | «You Do Something to Me» (Demo 3)             |                                                    | 3:32         |
| 9.  | «A Year Late» (Demo 1)                        |                                                    | 4:11         |
| 10. | «Whirlpools' End/Steam» (Alternative version) | Brendan Lynch, Paul Weller                         | 4:00         |
| 11. | «Gtr + Moog Jam» (Demo)                       |                                                    | 1:25         |
| 12. | «Corrina, Corrina»                            | Traditional, arranged by Jesse Ed Davis, Taj Mahal | 2:52         |
| 13. | «Out on the Weekend»                          | Neil Young                                         | 2:58         |
| 14. | «Time Passes...» (Demo 2)                     |                                                    | 3:21         |
| 15. | «Time Passes...» (Demo 3)                     |                                                    | 3:33         |
| 16. | «Wings of Speed» (Demo 2)                     |                                                    | 3:14         |
| 17. | «Stanley Road» (Demo 1)                       |                                                    | 5:15         |
| 18. | «Woodcutter's Son» (8 track demo)             |                                                    | 3:48         |
| 19. | «Porcelain Gods» (Instrumental)               |                                                    | 5:33         |

| №  | Название                 | Длительность |
| -- | ------------------------ | ------------ |
| 1. | «Broke 'n' Stoned»       | 30:15        |
| 2. | «Out of the Sinking»     | 3:59         |
| 3. | «The Changingman»        | 3:28         |
| 4. | «You Do Something to Me» | 3:44         |
| 5. | «Broken Stones»          | 3:22         |

### Виниловая версия
Автор всех песен Пол Уэллер, кроме обозначенных.
| №  | Название                     | Автор(ы)                   | Длительность |
| -- | ---------------------------- | -------------------------- | ------------ |
| 1. | «The Changingman»            | Brendan Lynch, Paul Weller | 4:02         |
| 2. | «Porcelain Gods»             |                            | 4:51         |
| 3. | «I Walk on Gilded Splinters» | John Creaux                | 5:24         |
| 4. | «You Do Something to Me»     |                            | 3:38         |
| 5. | «Woodcutter's Son»           |                            | 4:43         |
| 6. | «Time Passes...»             |                            | 4:56         |

| №  | Название              | Длительность |
| -- | --------------------- | ------------ |
| 1. | «Stanley Road»        | 4:18         |
| 2. | «Broken Stones»       | 3:16         |
| 3. | «Out of the Sinking»  | 3:51         |
| 4. | «Pink on White Walls» | 2:39         |
| 5. | «Whirlpools' End»     | 7:11         |
| 6. | «Wings of Speed»      | 3:13         |

## Позиции в чартах
| Чарт (1995)                      | Высшая позиция |
| -------------------------------- | -------------- |
| Великобритания (UK Albums Chart) | 1              |